# Leif i Parken
Leif i Parken er navnet på Shu-bi-duas livealbum, som udkom på LP i 1978 og senere blev genudgivet på CD i 1990.
Koncerten er optaget i Københavns Idrætspark mandag den 28. august 1978.
Koncerten blev indledt af Joan Baez. Derefter Shu-Bi-Dua og hovednavnet var 10CC.

## Spor
| #   | Titel                        | Længde |
| --- | ---------------------------- | ------ |
| 1.  | "Nam nam"                    | 2:33   |
| 2.  | "Generator"                  | 4:43   |
| 3.  | "Den røde tråd"              | 3:25   |
| 4.  | "Hvalborg"                   | 4:00   |
| 5.  | "Mangiare spaghetti bambino" | 2:10   |
| 6.  | "Colour på tossen"           | 3:17   |
| 7.  | "Vuffeli-vov"                | 3:53   |
| 8.  | "Irene Mudder"               | 2:02   |
| 9.  | "Nappa og nylon"             | 2:47   |
| 10. | "McArine"                    | 1:45   |
| 11. | "Danmark"                    | 3:12   |

Nummeret "Generator" er et medley over sangene "El nossa de la para puerto" og "Generatorbouillon" fra albummet Shu-bi-dua samt "Min baby bor i højhus" fra albummet Shu-bi-dua 2.